# رامیز شهوق
رامیز شهوق (زادهٔ ۷ فروردین ۱۳۲۵ - درگذشتهٔ ۱۱ آبان ۱۳۵۸) نقاش و هنرمند اهل ایران بود. شهوق در سال ۱۳۵۵ در رشتهٔ طراحی و دکوراسیون داخلی از دانشکده پلی تکنیک تهران فارغ‌التحصیل شد. جسارت او در نقاشی و تلفیق مواد به بوم خصوصاً استفاده از شیشه خرده‌های خودرو، سبک او را خاص جلوه می‌دهد. استفاده او از رنگ‌های خاموش و عمق بخشی به بوم با مواد، در زمانهٔ او، جسارتی بود تازه و متهورانه که اگر می‌ماند، به نوعی از هنر نقاشی عمق می‌بخشید و می‌توانست نوع جدیدی از نقاشی تلفیق را از آن خود کند. بیست‌وشش‌ساله بود که در نمایشگاه فرهنگ‌وهنر شرکت کرد. در این نمایش شیشه‌های خردشدهٔ خودرو بر بوم و حجم‌سازی و برجستگی‌هایی از رنگ، سبک خاصی را نشان می‌دهد. یک سال پس از این (۱۳۵۲) در نمایشگاه گروهی پاکستان نیز شرکت می‌کند. انتخاب اثری از او در نمایشگاه «نقاشان اهل ایران»، به مناسبت هفتمین دوره بازی‌های آسیایی، و اخذ جایزهٔ ویژهٔ این جشنواره، نگاه‌ها را به سوی این نقاش جلب می‌کند؛ چون او در میان بسیاری از هنرمندان تثبیت‌شدهٔ معاصر، این جایزه را از آن خود کرد.

## نمایشگاه‌ها
نمایشگاه آثار هنرمندان معاصر جشن فرهنگ و هنر، ۱۳۵۱ و ۱۳۵۳
نمایشگاه منطقه‌ای پاکستان، ۱۳۵۲
تالار قندریز و مس، ۱۳۵۲
نمایشگاه «نقاشان معاصر» ایران
نمایشگاه آلمان، ۱۳۵۳
تریینال  هندوستان ،۱۳۵۳
نمایشگاه بین‌الملی هنر واشینگتن، ۱۳۵۶
نمایشگاه انفرادی گالری کرته، ۱۳۵۶